# Pheles ochracea
Pheles ochracea is een vlindersoort uit de familie van de prachtvlinders (Riodinidae), onderfamilie Riodininae.
Pheles ochracea werd in 1910 beschreven door Stichel.